# 17-й саміт G7

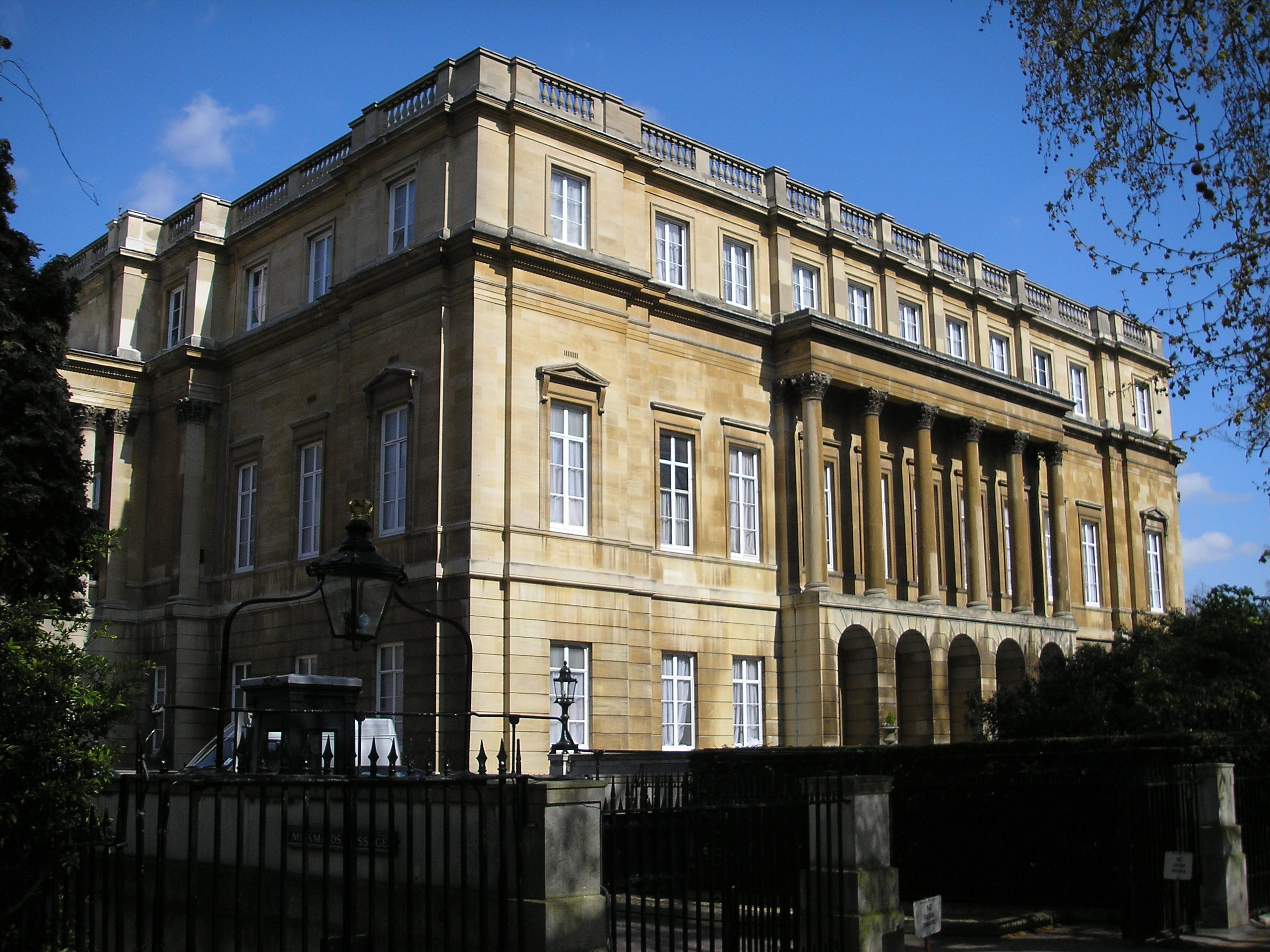

17-й саміт Великої сімки — зустріч на вищому рівні керівників держав Великої сімки, проходив 15-17 липня 1991 року в Лондоні (Велика Британія).

## Учасники
| Core G7 members   |                   |                          |                          |
| Учасник           | Учасник           | Представляє              | Посада                   |
| Канада            | Канада            | Браян Малруні            | Прем'єр-міністр          |
| Франція           | Франція           | Франсуа Міттеран         | Президент                |
| Німеччина         | Німеччина         | Гельмут Коль             | Канцлер                  |
| Італія            | Італія            | Джуліо Андреотті         | Прем'єр-міністр          |
| Японія            | Японія            | Кайфу Тосікі             | Прем'єр-міністр          |
| Велика Британія   | Велика Британія   | Джон Мейджор             | Прем'єр-міністр          |
| США               | США               | Джордж Герберт Вокер Буш | Президент                |
| Європейський Союз | Європейський Союз | Жак Делор                | Президент ЄС             |
| Європейський Союз | Європейський Союз | Рууд Любберс             | Голова Європейської Ради |